# Franco Collé
Franco Collé est un athlète italien, né le 29 octobre 1978 à Gressoney-Saint-Jean. Spécialiste de l'ultra-trail, il a notamment remporté quatre fois le Tor des Géants en 2014, 2018, 2021 et 2023.

## Biographie
Franco Collé est ingénieur, il a une jeune fille nommée Chloe.  

## Résultats
Sur le Tor des Géants 2017, Franco Collé abandonne à 22 km de l'arrivée alors qu'il était en tête avec 3 h d'avance à Ollomont à 43 km de l'arrivée. En 2018 il remporte pour la seconde fois le Tor des Géants et devient le premier coureur double vainqueur de cette course.
| no  | masculin           | Course                                                  | Longueur | Départ            | Temps            |
| --- | ------------------ | ------------------------------------------------------- | -------- | ----------------- | ---------------- |
| 3e  | Médaille de bronze | Tor des Géants                                          | 330 km   | 8 septembre 2013  | 72 h 05 min 23 s |
| 2e  | Médaille d'argent  | Eiger Ultra Trail                                       | 101 km   | 19 juillet 2014   | 12 h 11 min 06 s |
| 1er | Médaille d'or      | Tor des Géants                                          | 330 km   | 7 septembre 2014  | 71 h 49 min 10 s |
| 2e  | Médaille d'argent  | 80km du Mont-Blanc                                      | 80 km    | 26 juin 2015      | 11 h 03 min 11 s |
| 1er | Médaille d'or      | The Rut 50K                                             | 50 km    | 5 septembre 2015  | 5 h 16 min 59 s  |
| 3e  | Médaille de bronze | TDS                                                     | 119 km   | 24 août 2016      | 15 h 32 min 45 s |
| 1er | Médaille d'or      | Monte Rosa SkyMarathon                                  | 35 km    | 23 juin 2018      | 4 h 39 min 59 s  |
| 1er | Médaille d'or      | Tor des Géants                                          | 330 km   | 9 septembre 2018  | 74 h 03 min 29 s |
| 2e  | Médaille d'argent  | Monte Rosa SkyMarathon                                  | 35 km    | 19 juin 2021      | 5 h 1 min 28 s   |
| 4e  | 4e                 | Championnats du monde de skyrunning - Ultra SkyMarathon | 68 km    | 10 juillet 2021   | 8 h 36 min 8 s   |
| 1er | Médaille d'or      | Tor des Géants                                          | 330 km   | 12 septembre 2021 | 64 h 43 min 57 s |
| 1er | Médaille d'or      | Monte Rosa SkyMarathon                                  | 35 km    | 25 juin 2022      | 5 h 11 min 35 s  |
| 1er | Médaille d'or      | Cervino Matterhorn Ultra Race                           | 173 km   | 21 juillet 2023   | 26 h 29 min 15 s |
| 1er | Médaille d'or      | Tor des Géants                                          | 330 km   | 10 septembre 2023 | 66 h 39 min 16 s |